# Оливейра Насименто, Карлос де
Карлос де Оливейра Насименто (порт.-браз. Carlos de Oliveira Nascimento; 3 января 1904, Рио-де-Жанейро — 24 февраля 1979, Рио-де-Жанейро) — бразильский футболист, полузащитник.

## Карьера
Карлос Насименто начал карьеру в клубе «Флуминенсе» в 1921 году, где дебютировал 27 марта в матче с «Америкой» (0:0). 12 августа 1923 года футболист забил первый гол за клуб, поразив ворота «Америки» (3:1). В 1924 году он выиграл с клубом турнир Начала чемпионата Рио-де-Жанейро, а затем победил в чемпионате штата Рио-де-Жанейро. В 1925 году Карлос выиграл свой второй турнир Начала. 26 октября 1929 года Насименто провёл последний матч за «Флу», в котором его клуб победил «Ботафого» со счётом 2:0. Всего за «Флуминенсе» полузащитник сыграл 134 матча (84 победы, 20 ничьих и 30 поражений) и забил 4 гола, по другим данным 119 матчей и 4 гола.
В составе сборной Бразилии Насименто дебютировал 11 ноября 1925 года в товарищеской игре с клубом «Коринтианс». В том же году он поехал на чемпионат Южной Америки, где провёл все 4 матча. Последнюю игру в национальной команде футболист сыграл 24 июня 1928 года против клуба «Мотеруэлл».
После завершения игровой карьеры, Насименто остался в структуре «Флуминенсе». В 1938 году он недолго был главным тренером клуба. С июня 1938 по декабрь 1939 года Карлос являлся директором «Флуминенсе». Команда в тот период выиграла чемпионат штата. В 1939 году Карлос провёл два матча в качестве главного тренера сборной Бразилии, игравшей на Кубке Рока с Аргентиной. В первом матче бразильцы проиграли со счётом 1:5, второй выиграли 3:2, проиграв турнир. В 1958 и 1966 годах Насименто являлся управляющим делами сборной Бразилии на двух чемпионатах мира.

## Международная статистика
| Матчи Карлоса Насименто за сборную Бразилии | Матчи Карлоса Насименто за сборную Бразилии | Матчи Карлоса Насименто за сборную Бразилии | Матчи Карлоса Насименто за сборную Бразилии | Матчи Карлоса Насименто за сборную Бразилии | Матчи Карлоса Насименто за сборную Бразилии | Матчи Карлоса Насименто за сборную Бразилии |
| ------------------------------------------- | ------------------------------------------- | ------------------------------------------- | ------------------------------------------- | ------------------------------------------- | ------------------------------------------- | ------------------------------------------- |
| №                                           | Дата                                        | Место проведения                            | Оппонент                                    | Счёт                                        | Голы                                        | Турнир                                      |
| 1                                           | 11 ноября 1925                              | Сан-Паулу                                   | Коринтианс                                  | 1:1                                         | —                                           | Товарищеский матч                           |
| 2                                           | 6 декабря 1925                              | Буэнос-Айрес                                | Парагвай                                    | 5:2                                         | —                                           | Чемпионат Южной Америки                     |
| 3                                           | 13 декабря 1925                             | Буэнос-Айрес                                | Аргентина                                   | 1:4                                         | —                                           | Чемпионат Южной Америки                     |
| 4                                           | 17 декабря 1925                             | Буэнос-Айрес                                | Парагвай                                    | 3:1                                         | —                                           | Чемпионат Южной Америки                     |
| 5                                           | 20 декабря 1925                             | Росарио                                     | Ньюэллс Олд Бойз                            | 2:2                                         | —                                           | Товарищеский матч                           |
| 6                                           | 25 декабря 1925                             | Буэнос-Айрес                                | Аргентина                                   | 2:2                                         | —                                           | Чемпионат Южной Америки                     |
| 7                                           | 24 июня 1928                                | Рио-де-Жанейро                              | Мотеруэлл                                   | 5:0                                         | -                                           | Товарищеский матч                           |

## Достижения
- Чемпионат штата Рио-де-Жанейро: 1924
- Победитель турнира Начала чемпионата Рио-де-Жанейро: 1924 (AMEA), 1927 (AMEA)